# Kościół Wniebowzięcia Najświętszej Maryi Panny w Bodzanowie
Kościół Wniebowzięcia Najświętszej Maryi Panny w Bodzanowie – rzymskokatolicki kościół parafialny należący do dekanatu bodzanowskiego diecezji płockiej. Jedyny rejestrowany zabytek miasta.

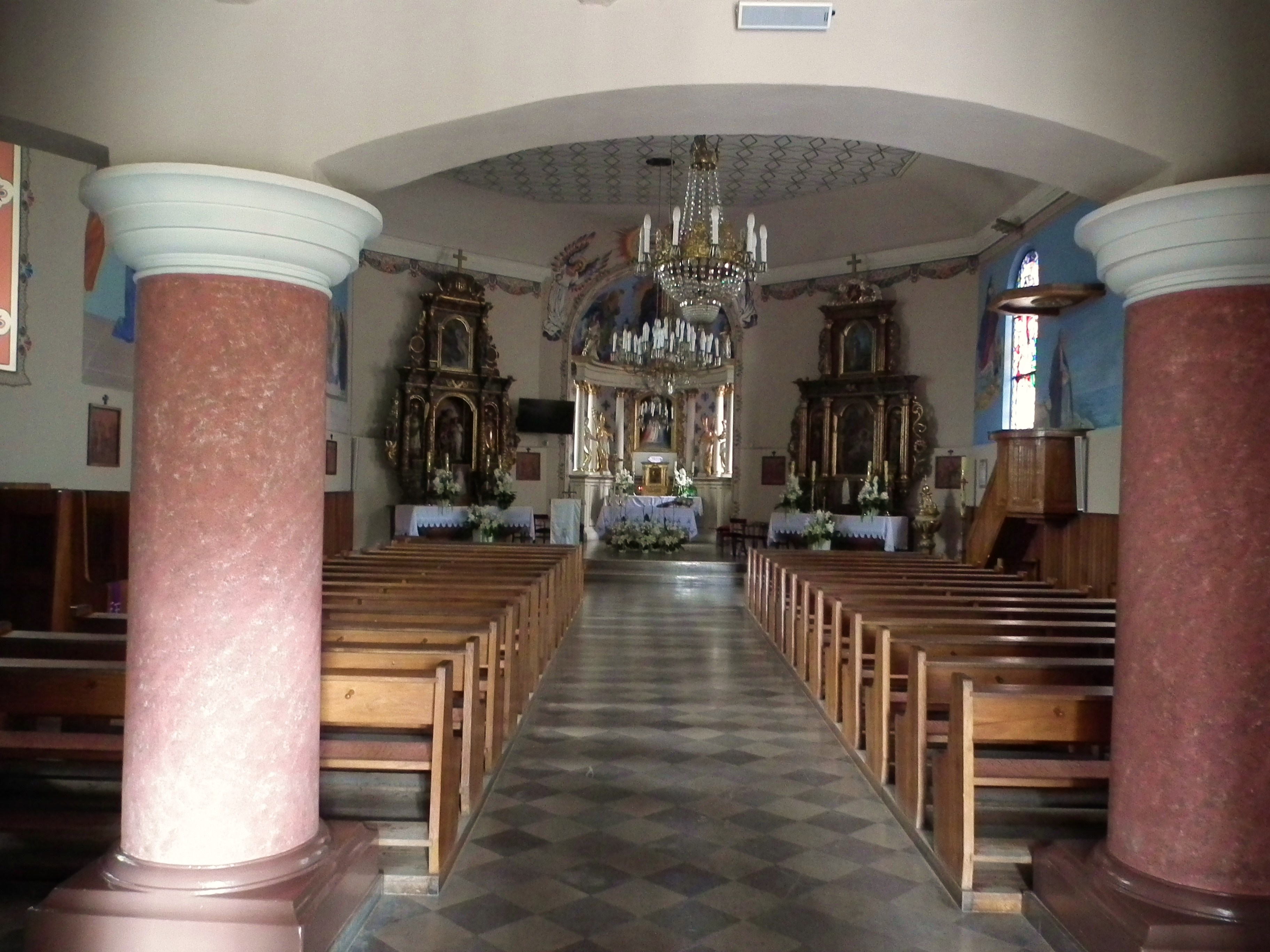
Wnętrze

Budowla została wzniesiona zapewne w XV wieku, w czasie urzędowania proboszcza Ścibora z Bielska, pełniącego od 1420 roku godność kanonika płockiego. Około 1598 roku kościół został częściowo zniszczony przez pożar. Remont został rozpoczęty przez Stanisława Gradowskiego, proboszcza w Bodzanowie w latach 1579–1601. Prace zostały ukończone przez Pawła Biedkowskiego, proboszcza w latach 1603–1629. Około 1620 roku świątynia została konsekrowana przez biskupa płockiego Henryka Firleja. W 1652 roku w kościele zostały ufundowane polichromie przez Walentego Lasockiego, podkomorzego ziemi wyszogrodzkiej. W latach 1673 i 1774 świątynia była restaurowana. W 1787 i 1814 informowano o złym stanie dachu kościoła. Remont rozpoczął się dopiero w 1824 roku, w czasie urzędowania proboszcza Mireckiego. Około 1840 roku zasadnicze prace zakończono pod kierunkiem architekta Henryka Marconiego. W kronice parafialnej znajduje się informacja o wybudowaniu w tym czasie wieży, która runęła w 1882 roku i uszkodziła pokrycie świątyni.
Jest to budowla murowana, wybudowana z cegły o wątkach gotyckim i wendyjskim z dodatkiem kamieni polnych, kół młyńskich i kul kamiennych. Świątynia jest otynkowana, salowa, zamknięta trójbocznie i nie posiadająca wydzielonego prezbiterium. Wyposażenie reprezentuje style: barokowy i manierystyczny.